# Candidaturas a los Juegos Panamericanos de 2023
Dos ciudades presentaron sus candidaturas para acoger los Juegos Panamericanos de 2023, formalmente conocidos como los XIX Juegos Panamericanos: Santiago de Chile y Buenos Aires. Durante el proceso de postulación, Buenos Aires retiró su candidatura, dejando a Santiago como el único postulante. Santiago fue elegida como ciudad anfitriona el 4 de noviembre de 2017. La Organización Deportiva Panamericana (Odepa) originalmente tenía la intención de celebrar la elección de la ciudad anfitriona en Lima, Perú, que también sería la sede de la 55.ª Asamblea General de la Odepa, pero trasladó la sede a Praga (República Checa), sede de la 22ª Asamblea General de la Asociación de Comités Olímpicos Nacionales para permitir que Perú se centrara en los preparativos de los Juegos Panamericanos.

## Ciudad candidata
- Santiago: El 31 de enero de 2017 se confirmó la candidatura de la ciudad de Santiago, que había postulado en la elección anterior de 2013, la cual había sido adjudicada a Lima para realizarlos en 2019.[5][6] Neven Ilic, presidente del Comité Olímpico de Chile, afirmó que la ciudad buscaría ser la sede de los Juegos Panamericanos de 2023; prometió que se usaría el legado de los Juegos Suramericanos de 2014 con nuevas infraestructuras y se prometió revisar los errores de la candidatura pasada para lograr ser sede. Santiago fue elegida dos veces como sede para 1975 y 1987 así como también para los Juegos Panamericanos de Invierno de 1993, pero problemas políticos y financieros hicieron que no se llevaran a cabo.[7]

## Candidatura descartada
- Buenos Aires: El 27 de enero de 2017 se confirmó la candidatura luego de recibir el apoyo del presidente Mauricio Macri, del Comité Olímpico Argentino y del gobierno de la ciudad de Buenos Aires.[8] Buenos Aires fue sede de los Juegos Panamericanos de 1951 y sede de los Juegos Olímpicos de la Juventud de 2018. Rosario y Mar del Plata, que habían manifestado su intención de ser candidatas, podrían acompañar la candidatura de Buenos Aires en las competencias de remo, canotaje y aguas abiertas.[9] Sin embargo, el 21 de abril de 2017, el presidente del COA Gerardo Werthein anunció que retirarían la candidatura de Buenos Aires para estos Juegos debido a motivos presupuestarios, añadiendo que la ciudad postulará a otra candidatura para la edición del 2027.[1]

## Potenciales candidaturas descartadas
- Mar del Plata: El intendente Gustavo Pulti afirmó que “es un paso muy importante la presentación del proyecto de la mano del presidente de la Honorable Cámara de Diputados, Julián Domínguez. Esa historia rica que tiene Mar del Plata merece nuevos desafíos y la postulación de Mar del Plata para los Juegos Panamericanos 2023 es uno de ellos”. Mar del Plata ya organizó los Juegos Panamericanos de 1995.[10]

- Rosario: Tras el éxito del Rally Dakar y la postulación para los Juegos del 2019, que perdió con la ciudad de La Punta (San Luis), la ciudad pretende una nueva oportunidad. “Hace 15 años esto era impensado”, dijo la intendenta Fein. La ciudad buscaría organizar la justa deportiva y así adelantar 20 años de desarrollo estratégico.[11]

- San Juan: La capital de Puerto Rico aspira a organizar los Juegos Panamericanos de 2023. El gobernador Alejandro García Padilla junto a la presidenta del Comité Olímpico de Puerto Rico y la secretaría de deportes anunciaron que se invertiría 400 millones de dólares en nueva infraestructura. San Juan ya organizó los Juegos Panamericanos de 1979.[12]

- Cali:  El alcalde de Cali Rodrigo Guerrero está gestionando que la ciudad vuelva a ser sede de los Juegos Panamericanos de 2023. La ciudad colombiana de Cali organizó los Juegos Panamericanos de 1971 y ahora quiere volver a tener un evento de gran magnitud después de realizar los Juegos Mundiales de 2013.[13] En enero de 2017 el país descartó postularse como candidato a albergar los juegos.[14]

- Medellín: Para el gerente de la Federación Colombiana de Ciclismo, Jorge González y para el dirigente deportivo Julio Gómez, expresidente del DIM e integrante del Comité Olímpico Colombiano, este certamen tiene la medida perfecta para que Medellín no se detenga ante el hecho de la pérdida de la sede de los Olímpicos juveniles.[15] En enero de 2017 el país descartó postularse como candidato a albergar los juegos.[14]

- Bogotá: El presidente del Comité Olímpico Colombiano, Baltazar Medina, expresó que deseaba postular a Bogotá como sede de los Juegos Panamericanos del año 2023.[16] En enero de 2017 el país descartó postularse como candidato a albergar los juegos.[14]